# Ionești (Vâlcea)
Ioneşti é uma comuna romena localizada no distrito de Vâlcea, na região de Oltênia. A comuna possui uma área de 53.74 km² e sua população era de 4466 habitantes segundo o censo de 2007.